# Route nationale 625
Die Route nationale 625, kurz N 625 oder RN 625, war eine französische Nationalstraße, die von 1933 bis 1973 zwischen Gardouch und Laroque-d’Olmes verlief. Ihre Länge betrug 57 Kilometer.